# Maria Machongua
Bản mẫu:Infobox boxer (amateur) Maria Machongua (sinh ngày 31 tháng 1 năm 1993) là một võ sĩ người Mozambique, từng thi đấu cho đất nước của mình tại Đại hội Thể thao Khối thịnh vượng chung 2014 ở Glasgow, Scotland. Trong lớp học nhẹ, cô đã giành được một trong những huy chương đồng, huy chương đầu tiên như vậy bất cứ ai từ đất nước của cô đã giành được trong quyền anh.

## Sự nghiệp
Maria Machongua sinh ngày 31 tháng 1 năm 1993 tại Maputo, Mozambique. Cô đã tham gia quyền anh, trở thành nhà vô địch quốc gia ở hạng cân nhẹ nữ. Đối với Đại hội Thể thao Khối thịnh vượng chung 2014, tại Glasgow, Scotland, cô được huấn luyện viên Harry Hawkins của Bắc Ailen cùng với các võ sĩ Mozambique còn lại huấn luyện. Hawkins nói về Machongua khi lần đầu tiên gặp cô, "Cô ấy hoàn toàn xa lạ với chúng tôi, nhưng bạn có thể nói rằng cô ấy đã nói với cô ấy rằng cô ấy không tệ - và cô ấy chăm chú lắng nghe những gì bạn đang nói".
Machongua là một trong một số võ sĩ đại diện cho Mozambique. Cô cần tăng cân để thi đấu trong 60 kilôgam (130 lb), khi cô thường chiến đấu ở mức 54 kilôgam (119 lb). Mỗi buổi sáng trước khi lên cân, cô cần ăn và uống để đáp ứng cân nặng tối thiểu 57 kilôgam (126 lb)  cho lớp. Tuy nhiên, cô là người duy nhất để làm cho nó qua vòng đầu tiên, đánh bại Nthabeleng Mathaha của Lesotho. Machongua đã chiến thắng một lần nữa ở vòng hai, thiết lập một trận đấu ở bán kết với cựu vô địch thế giới Laishram Sarita Devi của Ấn Độ. Cô đã bị Devi đánh bại 3-0, tự động giành được một trong hai huy chương đồng trong cuộc thi. Đây là lần đầu tiên một võ sĩ đến từ Mozambique giành được huy chương tại Thế vận hội.